# اکسهوما
اکسهوما یا نبش قبر (کره‌ای: 파묘; هانجا: 破墓) یک فیلم ترسناک فراطبیعی محصول ۲۰۲۴ از کره جنوبی، به نویسندگی و کارگردانی جانگ جه هیون و با بازی چوی مین شیک، کیم گو اون، یو هه جین و لی دو هیون است. داستان این فیلم نبش قبر شومی را دنبال می‌کند که عواقب وحشتناکی را که در زیر آن دفن شده‌است، افشا می‌کند.
این فیلم در هفتاد و چهارمین جشنواره بین‌المللی فیلم برلین در بخش فروم انتخاب شد و در ۱۶ فوریه ۲۰۲۴ اولین نمایش جهانی خود را در آنجا داشت. فیلم به صورت رسمی در ۲۲ فوریه ۲۰۲۴ منتشر شد. این فیلم در آخر هفته افتتاحیه خود ۱۶٫۸ دلار آمریکا به دست آورد و از ۲۹ فوریه ۲۰۲۴ به پرفروش‌ترین فیلم کره‌ای سال ۲۰۲۴ تبدیل شده‌است.

## بازیگران
- چوی مین شیک در نقش کیم سانگ دوک، متخصص زمین‌شناسی[۷]
- کیم گو اون در نقش هوا ریم، یک شمن[۸]
- یو هه جین در نقش یونگ گون، یک کشتی‌گیر[۹]
- لی دو هیون در نقش بونگ گیل، یک شمن[۱۰]
- کیم جه چول در نقش پارک جی یونگ، مشتری هوا ریم[۱۱]

## تولید
در ژوئن ۲۰۲۱ گزارش شد که چوی مین شیک در فیلم دلهره‌آور فراطبیعی کارگردان جانگ جه هیون بازی خواهد کرد. کیم گو اون و لی دو هیون در اوت ۲۰۲۲ به بازیگران پیوستند. پس از آن یو هه جین در سپتامبر ۲۰۲۲ به بازیگران پیوست.
این فیلم که توسط شوباکس و پاین تاون در همکاری با ام‌سی‌ام‌سی تولید شده‌است، توسط جانگ جه هیون کارگردانی شده‌است که به خاطر ساخت فیلم‌های ماوراء طبیعی شهرت دارد.
تصویربرداری اصلی در اکتبر ۲۰۲۲ آغاز شد، و در مارس ۲۰۲۳ به پایان رسید. کارگردان در مصاحبه ای اعلام کرد که فیلم از تعداد زیادی صحنه‌های واقعی و لوازم واقعی برای فیلمبرداری استفاده کرده‌است و سعی کرده از استودیو استفاده نکند و از افکت‌های CGI در پست پروداکشن (پس تولید) خودداری کند. به قول خودش، «من سعی کردم در واقع از پس زمینه و اشیاء فیلم بگیرم، تا جایی که امکان داشت از CGI اجتناب کنم. ما عکس‌ها را تا حد امکان پر زحمت و بدون ساختن مجموعه عکس گرفتیم، و برای چیزهایی مانند عکس ارواح، بازیگران واقعی به مدت ۶ ساعت آرایش کردند. سپس عمداً عکس‌های تار گرفتیم.»

## انتشار
اکسهوما اکران جهانی خود را در ۱۶ فوریه ۲۰۲۴ به عنوان بخشی از هفتاد و چهارمین جشنواره بین‌المللی فیلم برلین در بخش فروم انجام داد.
این فیلم در ۲۲ فوریه ۲۰۲۴ در کره جنوبی توسط شوباکس اکران شد.
این فیلم برای اولین بار در چهل و هشتمین جشنواره بین‌المللی فیلم هنگ کنگ در تاریخ ۷ آوریل ۲۰۲۴ در گالا نمایش داده می‌شود.